# Campionati africani di lotta 1996
I campionati africani di lotta 1996 sono stati la 13ª edizione della manifestazione continentale organizzata dalla FILA. Si sono svolti dal 6 al 14 aprile 1996 nel quartiere di El Menzah a Tunisi in Tunisia.

## Podi

### Uomini

#### Lotta libera
| Evento | Oro                                 | Argento                       | Bronzo                            |
| 48 kg  | Isaac Jacob Nigeria                 | Shaun Williams Sudafrica      | Herizo Pakotondra Masy Madagascar |
| 52 kg  | Joe Oziti Nigeria                   | Kadjouar Amor Algeria         | Hattem Romdhani Tunisia           |
| 57 kg  | Jenson Varenburg Sarr Niger         | Talata Embalo Guinea-Bissau   | Tebe Dorgu Nigeria                |
| 62 kg  | Tjaart Andries du Plessis Sudafrica | Farid Hanoun Algeria          | Tarek Ibrahim Egitto              |
| 68 kg  | Ibo Oziri Nigeria                   | Felix Malala Die Dion Senegal | Bennie Labuschagne Sudafrica      |
| 74 kg  | Ian Du Toit Sudafrica               | Sinivie Boltic Nigeria        | Matar Sène Senegal                |
| 82 kg  | Alioune Diouf Senegal               | Willem Putter Sudafrica       | Ahmed Fraj Abderrahmen Egitto     |
| 90 kg  | Victor Kodei Nigeria                | Sofiane Ouadjnia Algeria      | Dawid Jacobs Sudafrica            |
| 100 kg | Andrew Davidson Sudafrica           | Bimida Dougare Nigeria        | Abdel Aziz Essafoui Marocco       |
| 130 kg | Khenneth Ntori Nigeria              | Omrane Ayari Tunisia          | Ahmed Hmem Egitto                 |

#### Lotta greco-romana
| Evento | Oro                          | Argento                     | Bronzo                           |
| 48 kg  | Lucas Ottah Nigeria          | Bouchoucha Zoubir Algeria   | Saifeddine Souiegui Tunisia      |
| 52 kg  | Fiebri Tabri Nigeria         | Mohamed Saadi Algeria       | Walid Nefzi Tunisia              |
| 57 kg  | Khasahab Saber Egitto        | Nabil Salhi Tunisia         | Abderraahman Naanaa Marocco      |
| 62 kg  | Ahmed Kamel Egitto           | Brian Coats Sudafrica       | Yassine Djakrir Algeria          |
| 68 kg  | Youssef Majdi Egitto         | Anwar Kandafil Marocco      | Mazouz Bendjedaa Algeria         |
| 74 kg  | Youcef Bouguerra Algeria     | Kalefa Aziz Marocco         | Gideon Malherbe Sudafrica        |
| 82 kg  | Hosni Aymen Egitto           | Sofiane Ouadjnia Algeria    | Piet Bouzuiden Hout Sudafrica    |
| 90 kg  | Moustafa Abdel-Hareth Egitto | Abdel Aziz Essafoui Marocco | Markus Johannes Dekker Sudafrica |
| 100 kg | Mohamed Naduar Tunisia       | Mohamed Basri Marocco       | Non attribuita.                  |
| 130 kg | Omrane Ayari Tunisia         | Rachid Belaziz Marocco      | Mark Robenson Sudafrica          |

## Donne

### Lotta libera
| Evento | Oro                      | Argento                       | Bronzo          |
| 44 kg  | Mejri Najoua Tunisia     | Faiza Bejaoui Tunisia         | Non attribuita. |
| 47 kg  | Saoussen Yacoubi Tunisia | Jihane Ben Dhia Tunisia       | Non attribuita. |
| 50 kg  | Fatma Arfaoui Tunisia    | Nour El Houda Bejaoui Tunisia | Non attribuita. |
| 53 kg  | Salma Ferchichi Tunisia  | Fatoumata Yarie Camara Guinea | Non attribuita. |
| 57 kg  | Sonia Zitouni Tunisia    | Saoussen Raouafi Tunisia      | Non attribuita. |
| 61 kg  | Zaraa Raouafi Tunisia    | Wahida Smaili Tunisia         | Non attribuita. |
| 65 kg  | Rim Garram Tunisia       | Fanta Kauyate Guinea          | Non attribuita. |
| 70 kg  | Khaouter Gharram Tunisia | Soumaya Hidri Tunisia         | Non attribuita. |
| 75 kg  | Saida Riabi Tunisia      | Mariem Hichri Tunisia         | Non attribuita  |

## Medagliere
La nazione ospitante è evidenziata.
| Pos.   | Paese         | Oro | Argento | Bronzo | Totale |
| ------ | ------------- | --- | ------- | ------ | ------ |
| 1      | Tunisia       | 11  | 9       | 3      | 23     |
| 2      | Nigeria       | 7   | 2       | 1      | 10     |
| 3      | Egitto        | 5   | 0       | 3      | 8      |
| 4      | Sudafrica     | 4   | 3       | 6      | 13     |
| 5      | Algeria       | 1   | 6       | 2      | 9      |
| 6      | Senegal       | 1   | 1       | 1      | 3      |
| 7      | Marocco       | 0   | 5       | 2      | 7      |
| 8      | Guinea        | 0   | 2       | 0      | 2      |
| 9      | Guinea-Bissau | 0   | 1       | 0      | 1      |
| 10     | Madagascar    | 0   | 0       | 1      | 1      |
| Totale | Totale        | 29  | 29      | 19     | 77     |